# It Fryske Gea

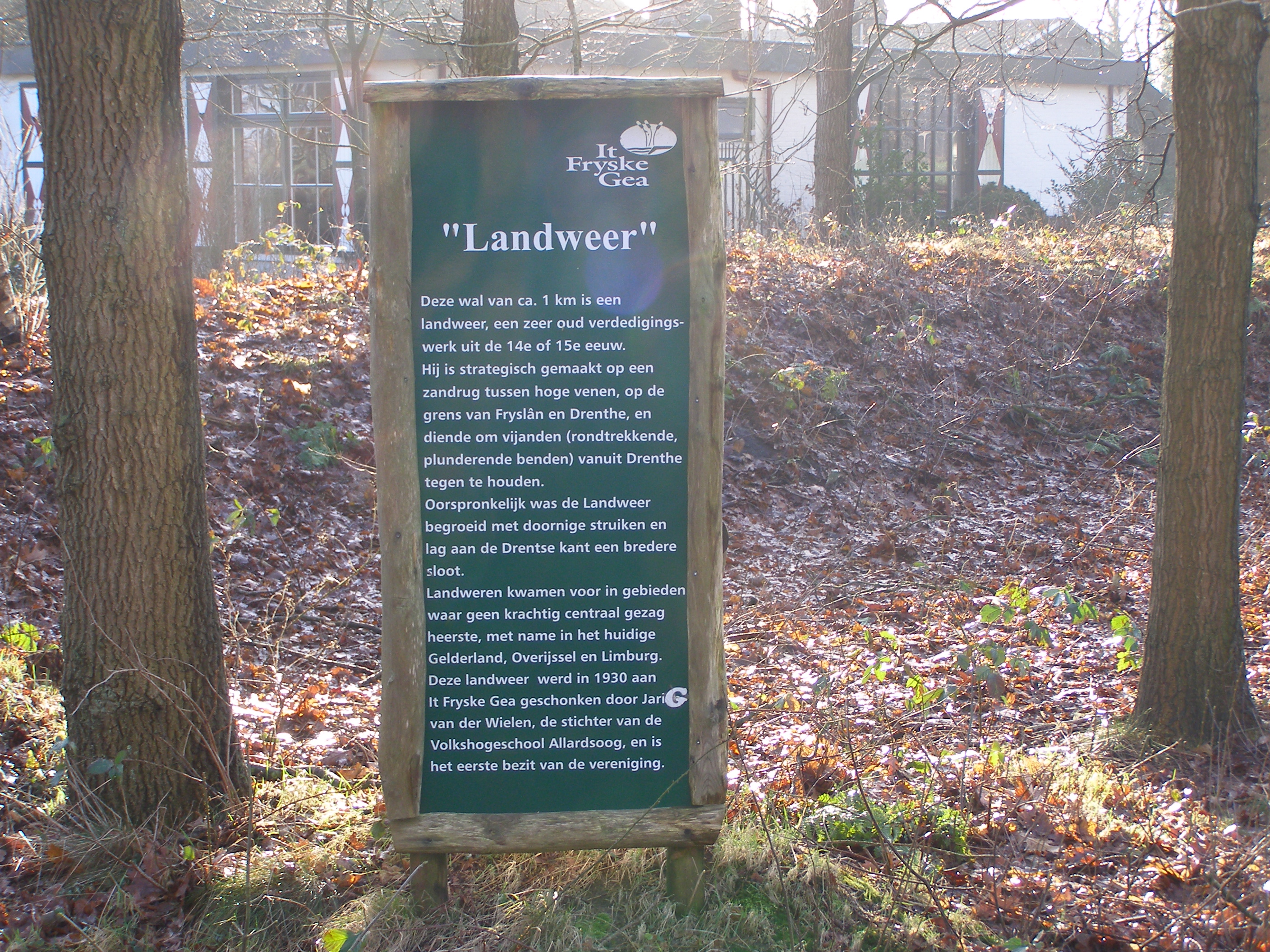
Landweer te Allardsoog

De Vereniging It Fryske Gea (Het Friese Landschap) is de provinciale instantie voor natuurbescherming in de provincie Friesland en is daarmee een van de twaalf provinciale landschappen in Nederland. In tegenstelling tot alle andere provinciale natuurbeschermingsorganisaties is It Fryske Gea een vereniging (opgericht in 1930) met meer dan 28.000 leden. It Fryske Gea is aangesloten bij de overkoepelende stichting LandschappenNL.
Het eerste natuurgebied dat It Fryske Gea in haar bezit kreeg was de Landweer nabij Allardsoog.
It Fryske Gea beschermt en beheert natuur en cultureel erfgoed in de provincie Friesland. De vereniging voor natuurbescherming beheert meer dan vijftig verschillende natuurgebieden met een totale oppervlakte van meer dan 20.000 hectare verspreid over Friesland.
De eerste twee voorzitters Meint Wiegersma en Hylke de Boer werden onderscheiden met een Zilveren Anjer.  

## Lijst van natuurgebieden van It Fryske Gea
- Aeltsje- en Warkumermar (Workum)
- Amelân-Het Oerd en De Hon (Buren)
- Bancopolder (Lemmer)
- Bekhofschaans (Oldeberkoop)
- Bjirmen (Sexbierum)
- Blauhúster Puollen (Blauwhuis)
- Bocht fan Molkwar (Molkwerum)
- Botmar (Goëngahuizen)
- Buismanskoai Piaam en Dyksfearten (Piaam)
- Bûtenfjild (Veenwoudsterwal)
- Delleboersterheide (Oldeberkoop)
- Diakonievene (Nijeberkoop)
- Dobben Hurdegarypsterwarren (Hurdegaryp)
- Dunegeaster- en Follegeasterpolder (Doniaga)
- Eanjumerkolken en Van Asperen einekoaien (Anjum)
- Easterskar (Sintjohannesga)
- Einekoaien Lytse Geast en Ketelermar (Lytse Geast)
- Fluezen (Koudum)
- Grikelân en Turkije (Oentsjerk)
- Grutte Wielen (Gytsjerk)
- Heanmar (Koudum)
- Heide Hulstreed  (Jubbega)
- Huitebuersterbûtenpolder (Huiteburen)
- Joadetsjerkhôf Teakesyl (Tacozijl)
- Jodekarkhof Noordwolde (Noordwolde)
- Kapellepôle (Hoornsterzwaag)
- Ketliker Skar (Katlijk)
- Kwelder Westhoek (Westhoek)
- Landgoed Martenastate (Cornjum)
- Lendebos (Oldeberkoop)
- Lendevallei (Wolvega)
- Liphústerheide (Lippenhuizen)
- Makkumerwaarden (Makkum)
- Mandefjild Bakkeveense Duinen (Bakkeveen)
- Meulebos, Meulereed en 't West (Oldeberkoop)
- Mokkebank (Mirns)
- Mûntsebuorsterpolder (Nijhuizum)
- Nationaal Park De Alde Feanen (Earnewâld)
- Noard-Fryslân Bûtendyks (Marrum)
- Park Huize Olterterp (Olterterp)
- Park Jongemastate (Rauwerd)
- Peazemerlannen (Peasens Moddergat)
- Petgatten De Feanhoop (De Veenhoop)
- Polder Koarnwert (Cornwerd)
- Rikkinge Es (Oosterwolde)
- Ringwiel en Hop (Sanfurd)
- Rysterbosk (Rijs)
- Schaopedobbe (Elsloo)
- Séfonsterpolder (Rijs)
- Skiedingsboskje en Pingo’S A7 (Drachten)
- Slachtedyk (Wommels)
- Steile Bank (Oudemirdum)
- Stokersdobbe (Ureterp)
- Sudermarpolder (Stavoren)
- Taconisbosk (Heerenveen)
- Teroelster Sipen (Teroele)
- Tsjongerwâlen (Donkerbroek)
- Unlân fan Jelsma en Kobbelân (Goëngahuizen)
- Vismigratierivier Afsluitdijk (Kornwerderzand)
- Warkumerwaard (Workum)
- Wikelerbosk (Wijckel)
- Wilhelmina-oard (Sint Nicolaasga)
- Ychtenerfeanpolder (Bantega)

Het Groninger Landschap ·
It Fryske Gea ·
Het Drentse Landschap ·
Landschap Overijssel ·
Het Flevo-landschap ·
Het Geldersch Landschap ·
Utrechts Landschap ·
Landschap Noord-Holland ·
Zuid-Hollands Landschap ·
Het Zeeuwse Landschap ·
Brabants Landschap ·
Het Limburgs Landschap